# 2009 à Djibouti
Cet article présente les faits marquants de l'année 2009 à Djibouti.

## Évènements
- Dimanche 8 mars 2009 : la république de Djibouti rejette la « décision injuste » de la Cour pénale internationale (CPI) qui a émis un mandat d'arrêt contre le président soudanais Omar el-Béchir estimant que « cette décision de mise aux arrêts d'un chef d'État bénéficiant de l'immunité dont le pays n'est pas membre de cette Cour reflète son caractère insidieux et purement politique, ce qui constitue une menace incontestable aux efforts de paix déployés au Darfour ».

- Mercredi 16 mars 2009 : Élisabeth Borrel, la veuve du juge français Bernard Borrel, tué en octobre 1995 à Djibouti et retrouvé le corps à demi-calciné, demande la réouverture de l'enquête sur la base de documents inédits de l'ex-« cellule Afrique » de l'Élysée saisis par des juges en 2008. Une source proche du dossier a déclaré : « Il apparaît que ces actes d'instruction ont été extrêmement fructueux, montrant combien l'État français, à son plus haut niveau, a tout tenté sous la présidence de Jacques Chirac pour étouffer la recherche de la vérité ». La justice de Djibouti avait conclu à un suicide mais l'enquête française privilégie la thèse d'un assassinat[1].

- Jeudi 28 mai 2009 : la cour d'appel de Versailles prononce la relaxe de deux responsables djiboutiens poursuivis pour « subornation de témoin » dans un dossier ouvert en marge de l'enquête sur la mort du juge Bernard Borrel, en octobre 1995 à Djibouti. En première instance, le procureur général de Djibouti Djama Souleiman et le chef des services secrets Hassan Saïd Khaireh avaient été respectivement condamnés à 18 et 12 mois d'emprisonnement avec sursis, et maintien des mandats d'arrêts délivrés à leur encontre durant l'instruction.

- Lundi 27 juillet 2009 : un train de marchandises à bord duquel montent usuellement des voyageurs, déraille causant la mort de 13 personnes et en blessant 24 autres, dont 9 graves, à Holl-Holl, une petite localité située au sud de Djibouti, sur la ligne unique Djibouti-Addis Abeba[2].